# Sân bay Idiofa
Sân bay Idiofa (IATA: IDF, ICAO: FZCB) là một sân bay ở Idiofa, Cộng hòa Dân chủ Congo.